# Rennfeld
Rennfeld är ett berg i Österrike.   Det ligger i distriktet Bruck-Mürzzuschlag och förbundslandet Steiermark, i den östra delen av landet, 120 km sydväst om huvudstaden Wien. Toppen på Rennfeld är 1 629 meter över havet, eller 693 meter över den omgivande terrängen. Bredden vid basen är 15,4 km.
Terrängen runt Rennfeld är huvudsakligen kuperad, men åt sydost är den bergig. Närmaste större samhälle är Bruck an der Mur, 5,3 km väster om Rennfeld. 
I omgivningarna runt Rennfeld växer i huvudsak blandskog. Runt Rennfeld är det ganska tätbefolkat, med 83 invånare per kvadratkilometer.